# Мартинес, Карлос (футболист, 1999)
Ка́рлос Мануэ́ль Марти́нес Ка́стро (исп. Carlos Manuel Martínez Castro 30 марта 1999, Санта-Анна, провинция Сан-Хосе) — коста-риканский футболист, игрок сборной Коста-Рики.

## Карьера
В 2015 году Мартинесу удалось попасть в катарскую Академию футбола «Эспайр». Он занимался в ней в одном из филиалов в Сенегале. Он стал лишь вторым костариканцем, который смог поступить в нее.
Через два года после занятий в ней защитник переехал в Европу, где продолжил карьеру в системе бельгийского «Эйпена». Однако пробиться в его основной состав Мартинес не смог. После нахождения в аренде в «Эредиано» футболист решил остаться на родине.
Летом 2025 года Мартинес предпринял новую попытку заиграть в Европе и заключил контракт с албанским клубом «Партизани». Дебютировал за него матчах первого раунда квалификации Лиги конференций УЕФА против «Нымме Калью» из Эстонии.

### В сборной
Некоторое время Карлос Мартинес входил в состав молодежной сборной Коста-Рики. За главную национальную команду страны он дебютировал 27 марта 2022 года в гостевом матче отборочного турнире Чемпионата мира 2022 года против Сальвадора (2:1). В начале ноябре стало известно, что футболист вошел в окончательную заявку сборной на мундиаль в Катаре. На групповом раунде турнира Мартинес принял участие в первом матче костариканцев против Испании. В нем «тикос» потерпело разгромное поражение со счетом 0:7. Защитник появился на поле в стартовом составе, однако в перерыве он был заменен на Кендалла Уостона. Больше на поле на мундиале игрок не выступал. По итогам встреч Коста-Рика с одной победой заняла последнее место в группе и прекратила свою борьбу на Чемпионате мира.

## Достижения
- Чемпион Коста-Рики (1): 2019 (Апертура).